# Географічний калейдоскоп
Географічний калейдоскоп (рос. Географический калейдоскоп) — науково-популярне видання Петра Кравчука під редакцією кандидата географічних наук Е. Т. Палієнка. Книга видана в 1988 році видавництвом «Радянська школа» накладом у 130 тис. примірників. Видання має м'яку обкладинку, формат 60 x 90 / 16. Художнє оформлення Л. А. Дікаревої. Рецензентами виступали кандидат економічних наук С. І. Трилевич і заслужений вчитель географії Георгій Скарлато. Книга на час виходу була піонерською в жанрі «землезнавчого дайджесту» серед тогочасних радянських видань. Книга для середнього шкільного віку широко використовувалась в радянських та пострадянських школах в якості «довідника ерудита з географії планети Земля» для позакласних занять та підготовці до шкільних олімпіад з географії та біології, джерела питань для «природознавчих вікторин» та «брейн-рингів». У книзі у вигляді невеликих нарисів розповідаються цікаві факти із історії відкриття Землі, про «рекорди» природи — найбільші та найменші географічні об'єкти, «рекордсменів» серед рослинного і тваринного світу. Популярну книгу планувалось перевидати за 2-3 роки з уточненнями та урахуванням отриманих побажань від читачів.

## Відгуки
Книга використовується у навчальному процесі як у школах, так і у вищих навчальних закладах не лише України, але і в інших країнах. Про неї зі схвальними рецензіями та посиланнями відгукнулися провідні видання. У науково-методичному журнал Державного комітету СРСР по народній освіті «География в школе» зазначалось:
|  | Головна особливість цього науково-популярного видання — прагнення автора дати характеристику географічних відкриттів, які зазвичай зв'язуються зі словами «перший», «вперше», «піонер»: перші моделі Землі і перші карти, першопроходці суходолом та морем, в космосі, тобто те, що дало новий поштовх розвитку географії. […] Розповідаючи про «рекордсменів» Землі (найбільші та найменші географічні об'єкти, явища тощо), П. А. Кравчук приводить останні (уточнені) дані. Крім того, він показує географію як науку давню і молоду, єдину і багатогранну, простежує шлях її розвитку (з давнини до сучасності). […] Ця книга, безсумнівно, цікава всім, хто прагне пізнати світ географії, проникнути в дивовижний світ неживої і живої природи Землі, відомого і невідомого. Оригінальний текст (рос.) Главная особенность этого научно-популярного издания — стремление автора дать характеристику географических открытий, которые обычно связываются со словами «первый», «впервые», «пионер»: первые модели Земли и первые карты, первопроходцы на суше, на море, в космосе, т. е. то, что дало новый толчок развитию географии. [...] Рассказывая о «рекордсменах» Земли (самых больших и самых маленьких географических объектах, явлениях и т. д.), П. А. Кравчук приводит последние (уточненные) данные. Кроме того, он показывает географию как науку древнюю и молодую, единую и многогранную, прослеживает путь ее развития (с древности до современности). [...] Эта книга, несомненно, интересна всем, кто стремится познать мир географии, проникнуть в удивительный мир неживой и живой природы Земли, известного и неизвесного. |

У популярному журналі «Студенческий меридиан» Держкомітету СРСР по народній освіті було дано схвальний відгук про цю книгу:
|  | Петро Кравчук запрошує читачів дізнатися і побачити несподіване за звичними рядками довідників і підручників з географії. Більшість статей цього збірника «географічних сенсацій і рекордів» починається словами на «най-». І у цієї книги є дійсно шанси для багатьох любителів географії, особливо молодих, стати найулюбленішою або найчитанішою. Оригінальний текст (рос.) Петр Кравчук приглашает читателей узнать и увидеть неожиданное за привычными строчками справочников и учебников по географии. Большинство статей этого сборника „географических сенсаций и рекордов“ начинается со слова „самый“. И у этой книги есть действительно шансы для многих любителей географии, особенно молодых, стать самой любимой или самой читаемой. |

Через десять років по виходу в світ книга була рекомендована російським науково-популярним журналом «Наука и жизнь» як науково-популярний дайджест для розвитку загальної географічної ерудиції в рубриці «Біля книжної полиці. Цікава бібліографія».
Книгу було рекомендовано російською науково-методичним журналом «Биология в школе» для підготовки до уроків біології, наведено у списку рекомендованої літератури у навчально-методичному посібнику з вивчення дисципліни «Загальне землезнавство» Рівненського державного гуманітарного університету.

### Відгуки, що були отримані автором особисто
Деякі скорочені відгуки та побажання, отримані автором у особистому листуванні.
Едуард Палієнко, кандидат географических наук, доцент Київського національного університету імені Тараса Шевченка, редактор книги:
|  | Була редакційна рада у видавництві «Радянська школа» на затвердження до друку вашої праці. Затвердили до друку. Будемо чекати на книгу! Це приємне очікування — як перше побачення. Статті — це приємно, але книга — це пам'ятник людям, картина на довгі роки. […] Тепер будемо чекати на книгу, мені потрібна і цікава книга, і то, як її сприймуть наші колеги в школі, у вузі і взагалі широкий загал. Ви втерли носа вченим і фахівцям! Так і треба. Нехай працюють і думають, що потрібно (цікаво) людям. […] Був у наших видавців, вони мені показали сигнальний примірник вашої книги. У них — захват, у мене — ще більше: і за них, і за вас, і за себе. Так ще мені і заплатили за редактора! Чекаю тепер в магазині. […] Вашу б енергію та всю вилити в книги! На жаль, не все вдається. Скільки витрачаєш сил на непотрібну роботу. Так і я. Де ти даєш найцінніший як людина внесок — йди знай. Декану я подарував вашу книжку від нас обох. Тепер у мене одна з вашим підписом! Але я свою обіцяв послати в Кишинів одній жінці — моїй добрій знайомій, яка хотіла вашу книгу передрукувати на машинці! Вона веде зі школярами «Планету». Надішліть їй книгу з побажанням «Планеті», дуже прошу. Оригінальний текст (рос.) Был редакционный совет в издательстве «Радянська школа» на утверждение к печати вашего труда. Утвердили к печати. Будем ждать книгу! Это приятное ожидание — как первое свидание. Статьи — это приятно, но книга — это памятник людям, картина на долгие годы. […] Теперь будем ждать книгу, мне нужна и интересна книга, и то, как ее воспримут наши коллеги в школе, в вузе и вообще широкие массы. Вы утерли нос ученым и спецам! Так и надо. Пусть работают и думают, что нужно (интересно) людям. Был у наших издателей, они мне показали сигнальный экземпляр вашей книги. У них — восторг, у меня — еще больше: и за них, и за вас, и за себя. Да еще мне и заплатили за редактора! Жду теперь в магазине. […] Спасибо вам за книгу — авторский экземпляр с подписью. И передаю спасибо от людей. Географы в восторге. Жаль тех, кто не успел купить. Вполне могло разойтись гораздо больше. Заказанные книги в Пассаже я не получил! Они — пусть им пусто будет в магазине — обрадовались, что книгу берут и продали, а «клерки» и не глянули в заказы: я заказал себе 30 и вам 25 (вы говорили, что себе уже заказали, просили немного). Да, так бывает. Так я купил с трудом 10 книг на Подоле, конечно, это мало, даже не досталось декану. Будем ждать 2-е издание. […] Вашу бы энергию да всю вылить в книги! К сожалению, не все удается. Сколько тратишь сил на ненужную работу. Так и я. Где ты даешь самый ценный как человек вклад — иди знай. Декану я подарил вашу книжку от нас обоих. Теперь у меня одна с вашей подписью! Но я свою обещал послать в Кишинев одной женщине — моей хорошей знакомой, которая хотела вашу книгу перепечатать на машинке! Она ведет со школьниками «Планету». Отошлите ей книгу с пожеланием «Планете», очень прошу. |

Георгий Скарлато, педагог, автор підручників та науково-популярних книг з географії:
|  | Велика подяка Вам за подарунок. Ваша книга вийшла відмінною, яскравою і зі смаком оформленою. Про зміст вже нічого й говорити! Читається дуже легко, з інтересом від першої до останньої сторінки. Дуже потрібна і корисна книжка не тільки для вчителів географії, учнів, а й для широкого загалу. Радий за Вас і бажаю надалі нового перевидання. Оригінальний текст (рос.) Большое спасибо Вам за подарок. Ваша книга вышла отличной, броской и со вкусом оформленной. О содержании уже и нечего говорить! Читается очень легко, с интересом от первой до последней страницы. Очень нужная и полезная книжка не только для учителей географии, учащихся, но и для широкой публики. Рад за Вас и желаю в дальнейшем нового переиздания. |

Валентин Замковий, краєзнавець, почесний член Географічного товариства СРСР:
|  | Вдячний за цікавий Ваш доробок. У свій час я мріяв написати щось подібне, було зібрано багато захоплюючого матеріалу, та руки не дійшли, тепер уже пізно. Радий за Вас. Мене здивувало гарне поліграфічне оформлення книги. Усіх Вам гараздів! |

Василь Рябчук, профессор Національного лісотехнічного університету:
|  | Шановні товариші! У січні цього року у службових справах я був на Україні. У знайомих придбав книгу П. А. Кравчука «Географічний калейдоскоп». Мені сказали, що вона є бібліографічною рідкістю. Відразу хочу подякувати колективу редакції за випуск у світ цієї чудової книги для дітей та юнацтва. Можна сказати, що книга з перших сторінок «захоплює» читача і «веде» за собою до останньої сторінки. Викладена простою зрозумілою мовою. Упевнений, що книга буде настільною книгою для учнів з вивчення географії. Друге видання цієї книги принесе величезну користь всім учням нашої країни. Велике спасибі за дуже цікаву книгу «Географічний калейдоскоп». Оригінальний текст (рос.) Уважаемые товарищи! В январе этого года по делам службы я был на Украине. У знакомых приобрел книгу П. А. Кравчука «Географический калейдоскоп». Мне сказали, что она является библиографической редкостью. Сразу хочу поблагодарить коллектив редакции за выпуск у свет этой замечательной книги для детей и юношества. Можно сказать, что книга с первых страниц «захватывает» читателя и «ведет» за собой до последней страницы. Изложена простым доходчивым языком. Уверен, что книга будет настольной книгой для учащихся по изучению географии. Второе издание этой книги принесет огромную пользу всем учащимся нашей страны. Большое спасибо за весьма интересную книгу «Географический калейдоскоп». |

Василь Пєсков, радянський письменник, журналіст, ведучий телепередачі «У світі тварин»: 
|  | Онук збирається цьогоріч вступати на географічний факультет. І книга географічних відомостей була б йому корисна. Книжка Ваша «Географічний калейдоскоп» вийшла давно і навряд чи у Вас залишився запас, з якого можна було б викроїти ще один примірник. Але якщо все ж знайдеться — вишліть. Бо мова йде не про читання на дозвіллі, а про навчання. Прийміть і від мене маленький подарунок — книжка нещодавно вийшла «Тайговий тупик». Оригінальний текст (рос.) Внук собирается в этом году поступать на географический факультет. И книга географических сведений была б ему полезна. Книжка Ваша «Географический калейдоскоп» вышла давно и вряд ли у Вас остался запас, из которого можно было бы выкроить еще один экз. Но если все же найдется — вышлите. Ибо речь идет не о праздном чтении, а об учебе. Примите и от меня маленький подарок — книжка недавно вышла «Таежный тупик». |

## Цитати автора про працю
|  | Я хотів присвятити свою першу книгу «Географічний калейдоскоп» моїй покійній мамі Єфросинії Олексіївні Кравчук. Додав до рукопису фотографію та відповідний текст посвяти. Однак у головному освітянському видавництві тодішньої Радянської України «Радянська школа» відповіли, що такі посвяти заборонені. Переконував, що це ж посвята найріднішій людині, що вона виховуватиме любов і повагу до матерів. Не допомогло. Ось такі були радянські цінності. І тільки після здобуття Україною незалежності, я присвятив моїй любій матусі наступну книгу Рекорди природи. Цього разу не було жодних проблем. |

|  | Тираж книги становить 130 тисяч екземплярів! Як мені повідомив головний редактор редакції географії Стехун Л. М., 100 тисяч мали реалізовуватися на території усього тодішнього Радянського Союзу, а 30 тисяч призначалися для соціалістичних країн. |

|  | Книга мала великий успіх у читачів, адже (не зважаючи на величезний тираж) через місяць після того, як вона потрапила у реалізацію, книгу вже не можна було купити у Києві та інших містах. Пам'ятаю такий приємний для автора випадок: у Луцьку мені самому довелося стояти у книжковому магазині в черзі за своєю першою книгою! Таке не забувається! |

|  | Ставка авторського гонорару за книгу становила 165 крб. за один авторський аркуш. Гонорар становив 5291 крб. 82 копійки («чистими», тобто після вирахування податків). Для порівняння: новий автомобіль «Жигулі» тоді коштував … крб. |

## Плагіат
2009 року автором було висунуто звинувачення в тотальному плагіаті книги в праці 2006 року викладача кафедри географії Донецького інституту соціальної освіти Бугайової Тетяни Іванівни «Тайны материков и океанов. Удивительные природные явления» (перевидана українською під назвою «Рекорди географії. Таємниці планети Земля» накладом 15 тис. примірників). За заявою обласна прокуратура порушила кримінальну справу за частиною 3 статті 176 (порушення авторських та суміжних прав) Кримінального кодексу України. Про подальший хід цієї справи не повідомлялося.